# Rosa jodskinn
Rosa jodskinn (Amylocorticium subincarnatum) är en svampart som först beskrevs av Peck, och fick sitt nu gällande namn av Zdeněk Pouzar 1959. Rosa jodskinn ingår i släktet Amylocorticium och familjen Amylocorticiaceae.  Arten är reproducerande i Sverige. Inga underarter finns listade i Catalogue of Life.